# Чигишев, Евгений Александрович
Евгений Александрович Чигишев (родился 28 мая 1979 года в Новокузнецке, Кемеровская область, СССР) — российский тяжелоатлет. Член сборной команды России с 1998 года. Вице-чемпион Олимпийских игр в Пекине, двукратный вице-чемпион мира (2005, 2007), трёхкратный чемпион Европы (2001, 2003, 2010).
На Олимпийских играх 2008 года в Пекине завоевал серебро в категории свыше 105 кг с результатом 460 кг (210+250), проиграв лишь 1 кг немцу Маттиасу Штайнеру.

## Личные рекорды
- Рывок — 211 кг (Чемпионат мира 2005).
- Толчок — 251 кг (Чемпионат России 2005).
- Общая сумма в двоеборье — 460 кг = 210 кг +250 кг (Олимпийские игры 2008).

## Семья
Женат, имеет двух дочерей и сына.

## Награды и звания
- Заслуженный мастер спорта России
- Медаль ордена "За заслуги перед Отечеством" II степени — За большой вклад в развитие физической культуры и спорта, высокие спортивные достижения на Играх XXIX Олимпиады 2008 года в Пекине (2009)[2]